# Janet Devlin
Janet Maureen Aoife Ní Devlin (née le 12 novembre 1994) est une chanteuse nord-irlandaise ayant, en 2011, fini cinquième de la huitième saison du télécrochet britannique The X Factor.

## Discographie

### Albums studio
| Titre                 | Détails                                                                                           | Classement | Classement | Classement        |
| Titre                 | Détails                                                                                           | UK         | UK Indie   | UK Indie Breakers |
| --------------------- | ------------------------------------------------------------------------------------------------- | ---------- | ---------- | ----------------- |
| Hide & Seek           | - Sortie: 1er juillet 2013 - Label: PledgeMusic - Format: Limited Release Digital Download        | -          | -          | -                 |
| Running with Scissors | - Sortie: 9 juin 2014 - Label: Insomnia Music Records/Absolute - Format: CD, Digital Download     | 43         | 8          | 1                 |
| Confessional          | - Sortie : 5 juin 2020 - Label : OK!Good Records / Insomnia Music - Format : CD, Digital Download |            |            |                   |

### Extended plays
| Titre         | Détails                                                                                            | Classement        |
| Titre         | Détails                                                                                            | UK Indie Breakers |
| ------------- | -------------------------------------------------------------------------------------------------- | ----------------- |
| Nothing Lost  | - Sortie: 14 août 2013 - Label: PledgeMusic - Format: Limited release digital download             | -                 |
| Duvet Daze    | - Sortie: 25 janvier 2015 - Label: Insomnia Music Records/Absolute - Format: CD, Digital Download  | -                 |
| December Daze | - Sortie: 27 novembre 2015 - Label: Insomnia Music Records/Absolute - Format: CD, Digital Download | 14                |

### Singles
| Single                   | Année | Classement | Classement | Classement        | Classement  | Album                                 |
| Single                   | Année | UK         | UK Indie   | UK Indie Breakers | BEL(Fl) tip | Album                                 |
| ------------------------ | ----- | ---------- | ---------- | ----------------- | ----------- | ------------------------------------- |
| "Wonderful"              | 2013  | -          | 25         | 3                 | -           | Hide & Seek and Running with Scissors |
| "House of Cards"         | 2014  | -          | -          | -                 | 34          | Running with Scissors                 |
| "Creatures of the Night" | 2014  | -          | -          | -                 | -           | Hide & Seek and Running with Scissors |
| "Whisky Lullabies"       | 2015  | -          | -          | -                 | -           | Running with Scissors                 |

### As featured artist
| Année | Single                                                                                       | Classement | Classement | Classement |
| Année | Single                                                                                       | UK         | IRL        | SCO        |
| ----- | -------------------------------------------------------------------------------------------- | ---------- | ---------- | ---------- |
| 2011  | "Wishing on a Star" (as part of The X Factor finalists 2011 featuring JLS and One Direction) | 1          | 1          | 1          |
| 2015  | "Beautiful to Me" (SHY & DRS featuring Janet Devlin)                                         | 85         | 39         | 25         |

### Vidéos
| Titre                                                                             | Année | réalisateur(s)  |
| --------------------------------------------------------------------------------- | ----- | --------------- |
| "Wishing on a Star" (The X Factor Finalists 2011 featuring JLS and One Direction) | 2011  |                 |
| "Wonderful"                                                                       | 2013  | Gary Dumbill    |
| "House of Cards"                                                                  | 2014  | Henry Steedman  |
| "Creatures of the Night"                                                          | 2014  | Gary Dumbill[a] |
| "Lost"                                                                            | 2016  |                 |

### Performances lors deThe X Factor
– reçoit le moins de votes du public
 – bottom 2
| Show             | Chanson                        | Chanson                        | Chanson                        | Chanson                        | Thème               | Résultat                  |
| ---------------- | ------------------------------ | ------------------------------ | ------------------------------ | ------------------------------ | ------------------- | ------------------------- |
| Audition         | "Your Song"                    | "Your Song"                    | "Your Song"                    | "Your Song"                    | Free choice         | Through to Bootcamp       |
| Bootcamp 1       | "Breakeven"                    | "Breakeven"                    | "Breakeven"                    | "Breakeven"                    | Bootcamp challenge  | Through to Bootcamp 2     |
| Bootcamp 2       | "I Don't Want to Miss a Thing" | "I Don't Want to Miss a Thing" | "I Don't Want to Miss a Thing" | "I Don't Want to Miss a Thing" | Free choice         | Through to Judges' houses |
| Judges' houses   | "Beautiful"                    | "Beautiful"                    | "Beautiful"                    | "Beautiful"                    | Free choice         | Through to live shows     |
| Judges' houses   | "Cosmic Love"                  |                                |                                |                                | Free choice         | Through to live shows     |
| Live show 1      | "Fix You"                      | "Fix You"                      | "Fix You"                      | "Fix You"                      | Britain vs America  | Saved                     |
| Live show 2      | "Can't Help Falling in Love"   | "Can't Help Falling in Love"   | "Can't Help Falling in Love"   | "Can't Help Falling in Love"   | Love and Heartbreak | Safe (1st)                |
| Live show 3      | "Sweet Child o' Mine"          | "Sweet Child o' Mine"          | "Sweet Child o' Mine"          | "Sweet Child o' Mine"          | Rock                | Safe (1st)                |
| Live show 4      | "Every Breath You Take"        | "Every Breath You Take"        | "Every Breath You Take"        | "Every Breath You Take"        | Halloween           | Safe (1st)                |
| Live show 5      | "I Want You Back"              | "I Want You Back"              | "I Want You Back"              | "I Want You Back"              | Club classics       | Safe (1st)                |
| Live show 6      | "Somebody to Love"             | "Somebody to Love"             | "Somebody to Love"             | "Somebody to Love"             | Lady Gaga vs. Queen | Safe (2nd)                |
| Live show 7      | "Kiss Me"                      | "Kiss Me"                      | "Kiss Me"                      | "Kiss Me"                      | Movies              | Safe (3rd)                |
| Live show 8      | "MMMBop"                       | "MMMBop"                       | "MMMBop"                       | "MMMBop"                       | Guilty pleasures    | Bottom two (4th)          |
| Live show 8      | "Under the Bridge"             | "Under the Bridge"             | "Under the Bridge"             | "Under the Bridge"             | Heroes              | Bottom two (4th)          |
| Final showdown 8 | "Chasing Cars"                 | "Chasing Cars"                 | "Chasing Cars"                 | "Chasing Cars"                 | Final Showdown      | Eliminated                |